# Johann Georg Noel Dragendorff

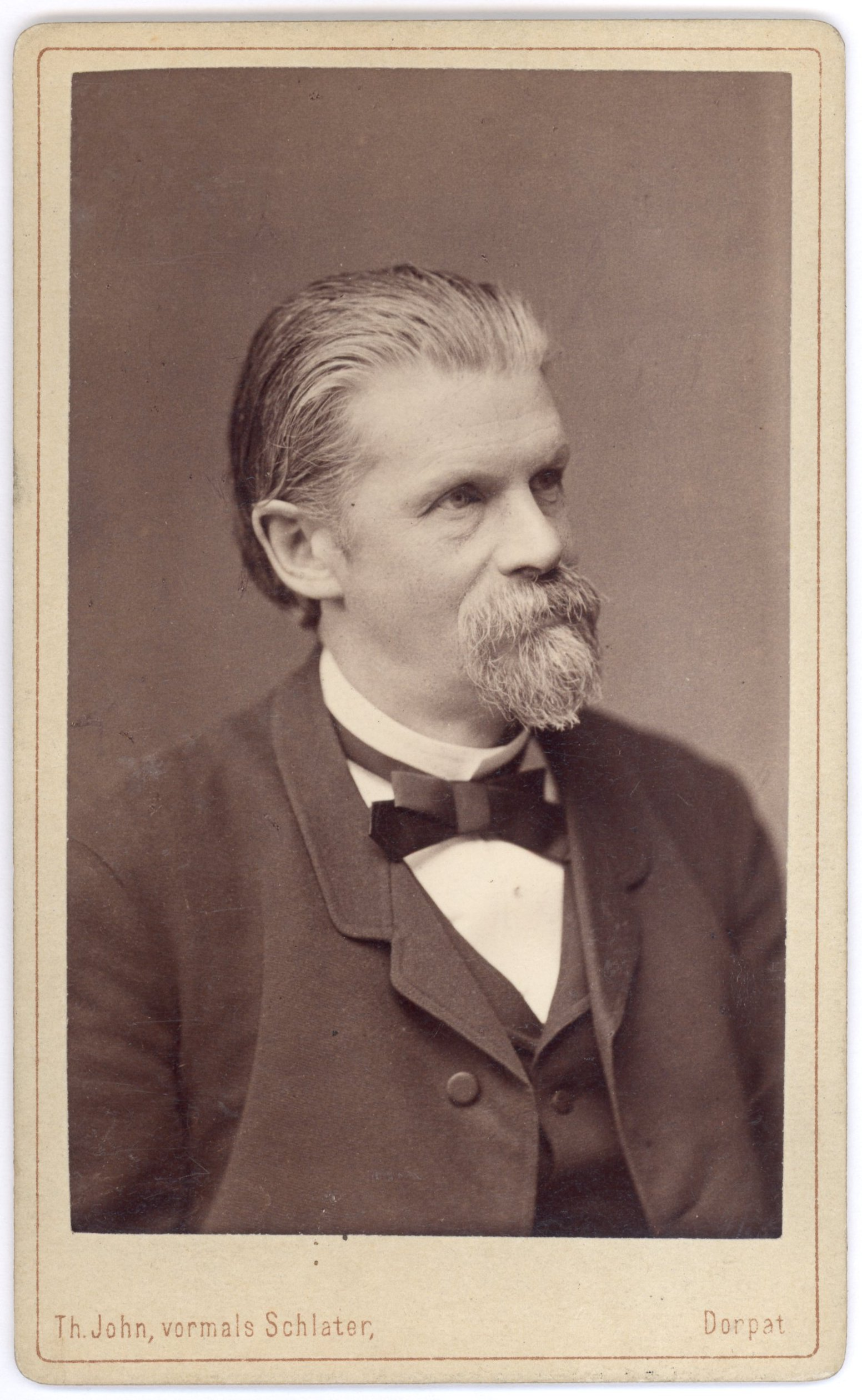
Johann Georg Noel Dragendorff (1836-1898)

Johann Georg Noel Dragendorff (8 de agosto de 1836 – 7 de abril de 1898) foi um farmacêutico e químico alemão nascido em Rostock.

## Educação
Ele obteve seu doutorado em filosofia pela Universidade de Rostock em 1861 e, após a graduação, trabalhou para a Sociedade Farmacêutica de São Petersburgo. De 1864 a 1894, ele foi professor de farmácia na Universidade de Dorpat. Em 1872, ele recebeu um doutorado honorário em medicina pela Universidade de Munique. Ele foi o presidente da Sociedade de Naturalistas da Estônia em 1890-1893.

## Reagente de Dragendorff e teste de Dragendorff
Seu nome está associado ao reagente de Dragendorff, que é uma solução de iodeto de bismuto de potássio usada para verificar a presença de alcalóides. O teste de Dragendorff é um teste qualitativo usado anteriormente para a bile.